# ديفاين
ديفين (بالإنجليزية: Divine)‏ هو مغني وموسيقي وممثل أمريكي، ولد في 19 أكتوبر 1945 ببالتيمور في الولايات المتحدة، وتوفي في 7 مارس 1988 بلوس أنجلوس في الولايات المتحدة بسبب قصور القلب.

## وصلات خارجية
- ديفين على موقع IMDb (الإنجليزية)
- ديفين على موقع روتن توميتوز (الإنجليزية)
- ديفين على موقع ألو سيني (الفرنسية)
- ديفين على موقع ميوزك برينز (الإنجليزية)
- ديفين على موقع أول موفي (الإنجليزية)
- ديفين على موقع قاعدة بيانات الأفلام السويدية (السويدية)
- ديفين على موقع إن إن دي بي (الإنجليزية)
- ديفين على موقع أول ميوزيك (الإنجليزية)
- ديفين على موقع ديسكوغز (الإنجليزية)
- ديفين على موقع قاعدة بيانات الفيلم (الإنجليزية)